# Bartsia crenata
Bartsia crenata är en snyltrotsväxtart som beskrevs av U. Molau. Bartsia crenata ingår i släktet svarthösläktet, och familjen snyltrotsväxter. Inga underarter finns listade i Catalogue of Life.